# غنجغان العليا (سررود الجنوبي)
غنجغان العلیا (بالفارسية: گنجگان علیا) هي قرية تقع في إيران في قسم سررود الجنوبي الريفي. يقدر عدد سكانها بـ 44 نسمة بحسب إحصاء 2016.